# Горњи Власи
Горњи Власи (грч. Εσώβαλτα, Есовалта) је насељено место у општини Пела у периферији Средишња Македонија, Грчка. Према попису из 2021. године било је 725 становника.
Према бугарском географу и историчару, Василу Канчову, у Горњим и Доњим Власима је 1900. године живело 330 Словена хришћана и 40 Рома. У Горњим Власима су живеле ромске породице, које су после Балканских ратова напустиле село а на њихово место су се доселиле словенске породице, највероватније из Доњег Власа. На попису из 1928. године село је имало 239 житеља Словена. Након исушења Ениџевардарског језера 1935. године и добијања нових обрадивих површина, населио се већи број аромунских породица. Током Грчког грађанског рата у селу су насељене аромунске породице из Големе Ливаде. Горњи Власи су 1991. године имали 988 становника, од чега су једна половина Словени а друга Аромуни.